# دوايت كاروثرز
دوايت كاروثرز هو لاعب هوكي جليد كندي، ولد في 7 نوفمبر 1944 في Lashburn ‏ في كندا.

## وصلات خارجية
- دوايت كاروثرز على موقع دوري الهوكي الوطني (الإنجليزية)
- دوايت كاروثرز على موقع قاعة مشاهير الهوكي (لاعب أن.إتش.أل) (الإنجليزية)
- دوايت كاروثرز على موقع EliteProspects.com (الإنجليزية)
- دوايت كاروثرز على موقع HockeyDB.com (الإنجليزية)
- دوايت كاروثرز على موقع Hockey-Reference.com (الإنجليزية)